# Sergio Fernández Roda
Sergio Fernández Roda (Barañáin, Navarra, 1 de abril de 1993) es un atleta español, especialista en la prueba de 400 metros vallas, en la que llegó a ser subcampeón europeo en 2016.

## Carrera deportiva
Sergio Fernández ha sido campeón de España de 400 metros vallas en ocho ocasiones, seis de ellas consecutivas(desde 2014 hasta 2019).
Debutó como internacional absoluto en el Campeonato de Europa de 2014, sin lograr pasar de la primera serie.
En 2015 llegó a la final del Campeonato de Europa Sub-23, pero se cayó en la final y terminó octavo y último.
En el Campeonato Europeo de Atletismo de 2016 logró su mayor éxito deportivo al ganar la medalla de plata en los 400 m vallas, con un tiempo de 49.06 segundos, llegando a meta tras el turco Yasmani Copello (oro con 48.98 s) y por delante del suizo Kariem Hussein (bronce con 49.10 s). Al mes siguiente batió el récord de España en la semifinal de los Juegos Olímpicos, récord que llevaba en poder de José Alonso Valero desde el Mundial de Roma 1987; sin embargo, su marca de 48.87 no le permitió acceder a la final.
En 2017 no logró revalidar sus éxitos y cayó en las series del Campeonato del Mundo. En 2018, sin embargo, alcanzó la final del Campeonato de Europa, donde bajó de 49 segundos por segunda vez en su carrera y consiguió la séptima plaza.
En 2019, después de superar varios problemas de lesiones, llegó al Campeonato del Mundo en aparente buena forma, pero unas molestias de última hora le impidieron rendir como deseaba y volvió a quedar apeado de la competición en series.
Sus problemas físicos continuaron y, si bien logró clasificarse para los Juegos Olímpicos de Tokio 2020, celebrados en 2021, no logró pasar de las series.
Estos problemas físicos se prolongaron en el tiempo, de modo que Fernández estuvo casi dos años sin poder competir. Reapareció en verano de 2023 y confirmó su recuperación al bajar de 49.00 por tercera vez en su carrera durante la final del Campeonato de España.
En 2024 volvió a la alta competición internacional, alcanzando las semifinales del Campeonato de Europa.

## Competiciones internacionales
| Representando a España \| Año \| Competición \| Sede \| Puesto \| Prueba \| Marca \| \| ---- \| -------------------------------- \| -------------- \| ---------------- \| ------------ \| ------- \| \| 2012 \| Campeonato del Mundo Junior \| Barcelona \| 45.º (s.) \| 400 m vallas \| 53.50 \| \| 2014 \| Campeonato de Europa \| Zúrich \| 27.º (s.) \| 400 m vallas \| 50.89 \| \| 2015 \| Campeonato de Europa Sub-23 \| Tallin \| 8.º \| 400 m vallas \| 1:06.32 \| \| 2016 \| Campeonato de Europa \| Ámsterdam \| Medalla de plata \| 400 m vallas \| 49.06 \| \| 2016 \| Campeonato de Europa \| Ámsterdam \| 10.º (s.) \| 4 × 400 m \| 3:04.77 \| \| 2016 \| Juegos Olímpicos \| Río de Janeiro \| 11.º (sf.) \| 400 m vallas \| 48.87 \| \| 2017 \| Campeonato de Europa por Equipos \| Lille \| 2.º \| 400 m vallas \| 49.72 \| \| 2017 \| Campeonato del Mundo \| Londres \| 30.º (s.) \| 400 m vallas \| 50.38 \| \| 2018 \| Campeonato de Europa \| Berlín \| 7.º \| 400 m vallas \| 48.98 \| \| 2019 \| Campeonato de Europa por Equipos \| Bydgoszcz \| 6.ª \| 400 m vallas \| 49.57 \| \| 2019 \| Campeonato del Mundo \| Doha \| 29.º (s.) \| 400 m vallas \| 50.71 \| \| 2021 \| Juegos Olímpicos \| Tokio \| 35.º (s.) \| 400 m vallas \| 51.51 \| \| 2024 \| Campeonato de Europa \| Roma \| 12.º (sf.) \| 400 m vallas \| 49.34 \| | Representando a España \| Año \| Competición \| Sede \| Puesto \| Prueba \| Marca \| \| ---- \| -------------------------------- \| -------------- \| ---------------- \| ------------ \| ------- \| \| 2012 \| Campeonato del Mundo Junior \| Barcelona \| 45.º (s.) \| 400 m vallas \| 53.50 \| \| 2014 \| Campeonato de Europa \| Zúrich \| 27.º (s.) \| 400 m vallas \| 50.89 \| \| 2015 \| Campeonato de Europa Sub-23 \| Tallin \| 8.º \| 400 m vallas \| 1:06.32 \| \| 2016 \| Campeonato de Europa \| Ámsterdam \| Medalla de plata \| 400 m vallas \| 49.06 \| \| 2016 \| Campeonato de Europa \| Ámsterdam \| 10.º (s.) \| 4 × 400 m \| 3:04.77 \| \| 2016 \| Juegos Olímpicos \| Río de Janeiro \| 11.º (sf.) \| 400 m vallas \| 48.87 \| \| 2017 \| Campeonato de Europa por Equipos \| Lille \| 2.º \| 400 m vallas \| 49.72 \| \| 2017 \| Campeonato del Mundo \| Londres \| 30.º (s.) \| 400 m vallas \| 50.38 \| \| 2018 \| Campeonato de Europa \| Berlín \| 7.º \| 400 m vallas \| 48.98 \| \| 2019 \| Campeonato de Europa por Equipos \| Bydgoszcz \| 6.ª \| 400 m vallas \| 49.57 \| \| 2019 \| Campeonato del Mundo \| Doha \| 29.º (s.) \| 400 m vallas \| 50.71 \| \| 2021 \| Juegos Olímpicos \| Tokio \| 35.º (s.) \| 400 m vallas \| 51.51 \| \| 2024 \| Campeonato de Europa \| Roma \| 12.º (sf.) \| 400 m vallas \| 49.34 \| | Representando a España \| Año \| Competición \| Sede \| Puesto \| Prueba \| Marca \| \| ---- \| -------------------------------- \| -------------- \| ---------------- \| ------------ \| ------- \| \| 2012 \| Campeonato del Mundo Junior \| Barcelona \| 45.º (s.) \| 400 m vallas \| 53.50 \| \| 2014 \| Campeonato de Europa \| Zúrich \| 27.º (s.) \| 400 m vallas \| 50.89 \| \| 2015 \| Campeonato de Europa Sub-23 \| Tallin \| 8.º \| 400 m vallas \| 1:06.32 \| \| 2016 \| Campeonato de Europa \| Ámsterdam \| Medalla de plata \| 400 m vallas \| 49.06 \| \| 2016 \| Campeonato de Europa \| Ámsterdam \| 10.º (s.) \| 4 × 400 m \| 3:04.77 \| \| 2016 \| Juegos Olímpicos \| Río de Janeiro \| 11.º (sf.) \| 400 m vallas \| 48.87 \| \| 2017 \| Campeonato de Europa por Equipos \| Lille \| 2.º \| 400 m vallas \| 49.72 \| \| 2017 \| Campeonato del Mundo \| Londres \| 30.º (s.) \| 400 m vallas \| 50.38 \| \| 2018 \| Campeonato de Europa \| Berlín \| 7.º \| 400 m vallas \| 48.98 \| \| 2019 \| Campeonato de Europa por Equipos \| Bydgoszcz \| 6.ª \| 400 m vallas \| 49.57 \| \| 2019 \| Campeonato del Mundo \| Doha \| 29.º (s.) \| 400 m vallas \| 50.71 \| \| 2021 \| Juegos Olímpicos \| Tokio \| 35.º (s.) \| 400 m vallas \| 51.51 \| \| 2024 \| Campeonato de Europa \| Roma \| 12.º (sf.) \| 400 m vallas \| 49.34 \| | Representando a España \| Año \| Competición \| Sede \| Puesto \| Prueba \| Marca \| \| ---- \| -------------------------------- \| -------------- \| ---------------- \| ------------ \| ------- \| \| 2012 \| Campeonato del Mundo Junior \| Barcelona \| 45.º (s.) \| 400 m vallas \| 53.50 \| \| 2014 \| Campeonato de Europa \| Zúrich \| 27.º (s.) \| 400 m vallas \| 50.89 \| \| 2015 \| Campeonato de Europa Sub-23 \| Tallin \| 8.º \| 400 m vallas \| 1:06.32 \| \| 2016 \| Campeonato de Europa \| Ámsterdam \| Medalla de plata \| 400 m vallas \| 49.06 \| \| 2016 \| Campeonato de Europa \| Ámsterdam \| 10.º (s.) \| 4 × 400 m \| 3:04.77 \| \| 2016 \| Juegos Olímpicos \| Río de Janeiro \| 11.º (sf.) \| 400 m vallas \| 48.87 \| \| 2017 \| Campeonato de Europa por Equipos \| Lille \| 2.º \| 400 m vallas \| 49.72 \| \| 2017 \| Campeonato del Mundo \| Londres \| 30.º (s.) \| 400 m vallas \| 50.38 \| \| 2018 \| Campeonato de Europa \| Berlín \| 7.º \| 400 m vallas \| 48.98 \| \| 2019 \| Campeonato de Europa por Equipos \| Bydgoszcz \| 6.ª \| 400 m vallas \| 49.57 \| \| 2019 \| Campeonato del Mundo \| Doha \| 29.º (s.) \| 400 m vallas \| 50.71 \| \| 2021 \| Juegos Olímpicos \| Tokio \| 35.º (s.) \| 400 m vallas \| 51.51 \| \| 2024 \| Campeonato de Europa \| Roma \| 12.º (sf.) \| 400 m vallas \| 49.34 \| | Representando a España \| Año \| Competición \| Sede \| Puesto \| Prueba \| Marca \| \| ---- \| -------------------------------- \| -------------- \| ---------------- \| ------------ \| ------- \| \| 2012 \| Campeonato del Mundo Junior \| Barcelona \| 45.º (s.) \| 400 m vallas \| 53.50 \| \| 2014 \| Campeonato de Europa \| Zúrich \| 27.º (s.) \| 400 m vallas \| 50.89 \| \| 2015 \| Campeonato de Europa Sub-23 \| Tallin \| 8.º \| 400 m vallas \| 1:06.32 \| \| 2016 \| Campeonato de Europa \| Ámsterdam \| Medalla de plata \| 400 m vallas \| 49.06 \| \| 2016 \| Campeonato de Europa \| Ámsterdam \| 10.º (s.) \| 4 × 400 m \| 3:04.77 \| \| 2016 \| Juegos Olímpicos \| Río de Janeiro \| 11.º (sf.) \| 400 m vallas \| 48.87 \| \| 2017 \| Campeonato de Europa por Equipos \| Lille \| 2.º \| 400 m vallas \| 49.72 \| \| 2017 \| Campeonato del Mundo \| Londres \| 30.º (s.) \| 400 m vallas \| 50.38 \| \| 2018 \| Campeonato de Europa \| Berlín \| 7.º \| 400 m vallas \| 48.98 \| \| 2019 \| Campeonato de Europa por Equipos \| Bydgoszcz \| 6.ª \| 400 m vallas \| 49.57 \| \| 2019 \| Campeonato del Mundo \| Doha \| 29.º (s.) \| 400 m vallas \| 50.71 \| \| 2021 \| Juegos Olímpicos \| Tokio \| 35.º (s.) \| 400 m vallas \| 51.51 \| \| 2024 \| Campeonato de Europa \| Roma \| 12.º (sf.) \| 400 m vallas \| 49.34 \| | Representando a España \| Año \| Competición \| Sede \| Puesto \| Prueba \| Marca \| \| ---- \| -------------------------------- \| -------------- \| ---------------- \| ------------ \| ------- \| \| 2012 \| Campeonato del Mundo Junior \| Barcelona \| 45.º (s.) \| 400 m vallas \| 53.50 \| \| 2014 \| Campeonato de Europa \| Zúrich \| 27.º (s.) \| 400 m vallas \| 50.89 \| \| 2015 \| Campeonato de Europa Sub-23 \| Tallin \| 8.º \| 400 m vallas \| 1:06.32 \| \| 2016 \| Campeonato de Europa \| Ámsterdam \| Medalla de plata \| 400 m vallas \| 49.06 \| \| 2016 \| Campeonato de Europa \| Ámsterdam \| 10.º (s.) \| 4 × 400 m \| 3:04.77 \| \| 2016 \| Juegos Olímpicos \| Río de Janeiro \| 11.º (sf.) \| 400 m vallas \| 48.87 \| \| 2017 \| Campeonato de Europa por Equipos \| Lille \| 2.º \| 400 m vallas \| 49.72 \| \| 2017 \| Campeonato del Mundo \| Londres \| 30.º (s.) \| 400 m vallas \| 50.38 \| \| 2018 \| Campeonato de Europa \| Berlín \| 7.º \| 400 m vallas \| 48.98 \| \| 2019 \| Campeonato de Europa por Equipos \| Bydgoszcz \| 6.ª \| 400 m vallas \| 49.57 \| \| 2019 \| Campeonato del Mundo \| Doha \| 29.º (s.) \| 400 m vallas \| 50.71 \| \| 2021 \| Juegos Olímpicos \| Tokio \| 35.º (s.) \| 400 m vallas \| 51.51 \| \| 2024 \| Campeonato de Europa \| Roma \| 12.º (sf.) \| 400 m vallas \| 49.34 \| |
| Año | Competición | Sede | Puesto | Prueba | Marca |
| --- | --- | --- | --- | --- | --- |
| 2012 | Campeonato del Mundo Junior | Barcelona | 45.º (s.) | 400 m vallas | 53.50 |
| 2014 | Campeonato de Europa | Zúrich | 27.º (s.) | 400 m vallas | 50.89 |
| 2015 | Campeonato de Europa Sub-23 | Tallin | 8.º | 400 m vallas | 1:06.32 |
| 2016 | Campeonato de Europa | Ámsterdam | Medalla de plata | 400 m vallas | 49.06 |
| 2016 | Campeonato de Europa | Ámsterdam | 10.º (s.) | 4 × 400 m | 3:04.77 |
| 2016 | Juegos Olímpicos | Río de Janeiro | 11.º (sf.) | 400 m vallas | 48.87 |
| 2017 | Campeonato de Europa por Equipos | Lille | 2.º | 400 m vallas | 49.72 |
| 2017 | Campeonato del Mundo | Londres | 30.º (s.) | 400 m vallas | 50.38 |
| 2018 | Campeonato de Europa | Berlín | 7.º | 400 m vallas | 48.98 |
| 2019 | Campeonato de Europa por Equipos | Bydgoszcz | 6.ª | 400 m vallas | 49.57 |
| 2019 | Campeonato del Mundo | Doha | 29.º (s.) | 400 m vallas | 50.71 |
| 2021 | Juegos Olímpicos | Tokio | 35.º (s.) | 400 m vallas | 51.51 |
| 2024 | Campeonato de Europa | Roma | 12.º (sf.) | 400 m vallas | 49.34 |